# Renata Alves
Renata Alves Gonzaga (Recife, 7 de dezembro de 1979) é uma jornalista e apresentadora brasileira. Ficou conhecida como "repórter simpatia".

## Carreira
Começou sua carreira oficialmente em 2001 como repórter do SETV 1ª edição, na TV Sergipe. No ano seguinte ganhou destaque como repórter do Jornal do Estado, na TV Atalaia, afiliada à RecordTV em Aracaju. Em 2005 ganhou o Prêmio BNB de Jornalismo na categoria nacional com a reportagem "Terra: Investimentos e Sonhos". Pelo destaque na afiliada, Renata foi convidada para integrar o time de repórteres do Domingo Espetacular, viajando pelo país com o quadro "Achamos no Brasil", no qual mostrava lugares interessantes e pessoas que desenvolviam atividades curiosas em diversos locais. Em dezembro de 2014 foi anunciada como uma das apresentadora da reformulação do Hoje em Dia. Em 2015, paralelamente, se tornou repórter do programa Gugu durante aquele ano.

## Vida pessoal
Renata nasceu em Recife, em Pernambuco, mas logo nas primeiras semanas de vida, sua família se mudou para Aracaju, Sergipe, onde se estabeleceu. Em 2001 se formou em Rádio e Televisão pela Universidade Federal de Sergipe (UFS), em São Cristóvão. Em 2003 iniciou um relacionamento com o empresário Diego Gonzaga. Em 2011 nasceu o filho do casal, Diego.

## Filmografia

### Televisão
| Ano           | Título              | Cargo                    | Nota                         | Emissora    |
| ------------- | ------------------- | ------------------------ | ---------------------------- | ----------- |
| 2001–02       | SETV 1ª edição      | Repórter                 |                              | TV Sergipe  |
| 2002–05       | Jornal do Estado    | Repórter                 |                              | TV Atalaia  |
| 2005–14       | Domingo Espetacular | Repórter                 | Quadro: "Achamos no Brasil"  | RecordTV    |
| 2015          | Gugu                | Repórter                 | Quadro: "Estação Rodoviária" | RecordTV    |
| 2015–presente | Hoje em Dia         | Apresentadora            |                              | RecordTV    |
| 2018          | Bancando o Chef     | Participante             | Temporada 1                  | RecordTV    |
| 2018–presente | Ressoar             | Apresentadora            |                              | Record News |
| 2021          | Power Couple Brasil | Participante (Vencedora) | Especial de Fim de Ano       | RecordTV    |

### Internet
| Ano           | Título             | Cargo         | Plataforma |
| ------------- | ------------------ | ------------- | ---------- |
| 2019-presente | Canal Renata Alves | Apresentadora | YouTube    |

## Prêmios e indicações
| Ano  | Prêmio                   | Categoria       | Indicação                                   | Resultado | Ref.   |
| ---- | ------------------------ | --------------- | ------------------------------------------- | --------- | ------ |
| 2005 | Prêmio BNB de Jornalismo | Melhor Repórter | Reportagem: "Terra: Investimentos e Sonhos" | Venceu    | [ 10 ] |